# Arnold Bonard
Pour les articles homonymes, voir Bonard.
Arnold Bonard, né le 30 avril 1860 à Croy et mort le 19 novembre 1944 à Lausanne, est un journaliste vaudois.

## Biographie
Arnold Bonard fréquente l'école d'Orbe puis l'école normale. Après un stage à Zurich, il est nommé instituteur à Villeneuve puis à Lausanne. Pendant son séjour zurichois, il tâte du journalisme en fournissant des chroniques ponctuelles au Nouvelliste vaudois : dès 1889, il quitte l'enseignement et se consacre au journalisme.
Engagé par le Nouvelliste comme journaliste, il en devient vite le rédacteur puis le gérant, tout en collaborant à d'autres parutions, comme La Patrie Suisse. En 1894, il fonde l'agence télégraphique lausannoise puis en 1900 l'association de la presse vaudoise dont il sera le secrétaire pendant une trentaine d'années.
Libéral, Arnold Bonard est élu conseiller communal entre 1901 et 1913. Il compte aussi parmi les membres fondateurs de l'Association du Vieux-Lausanne et collabore au Dictionnaire historique et biographique de la Suisse.

### Sources
Fonds : Bonard (Arnold) (1900-1970, date de constitution: 1894-1968) [Coupures de presse ; 0,60 ml].  Cote : CH-000053-1 Archives privées P Bonard (Arnold). Archives cantonales vaudoises (présentation en ligne).
« Arnold Bonard » (1895-2004) [coupures de presse ; 1 enveloppe]. Collection : Archives privées; Série : Dossier ATS Dossiers d'individus. Archives cantonales vaudoises (présentation en ligne).